# Alexander Dmitrijewitsch Balaschow

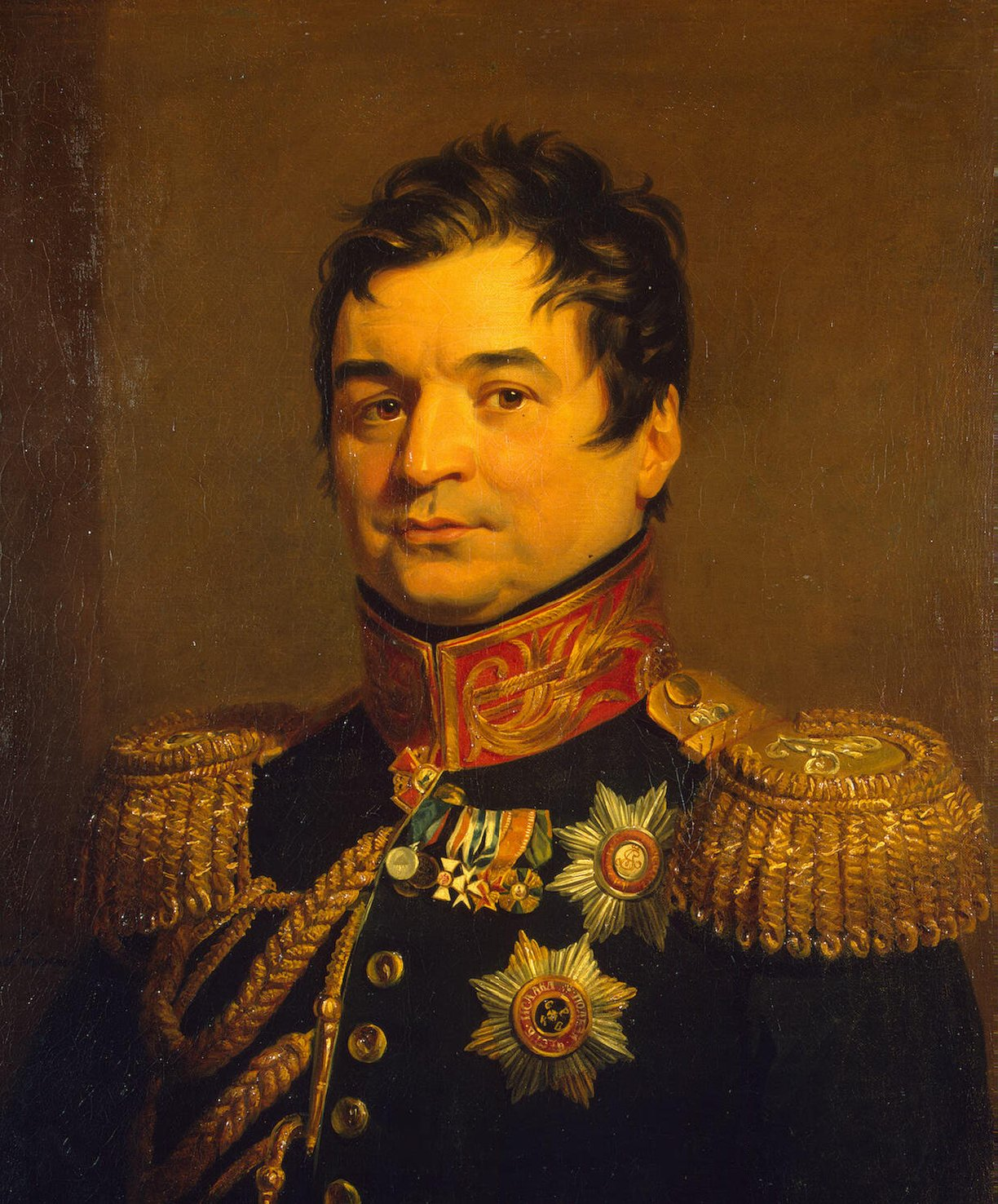
Alexander Dmitrijewitsch Balaschow

Alexander Dmitrijewitsch Balaschow (russisch Александр Дмитриевич Балашов, wiss. Transliteration Aleksandr Dmitrievič Balašov; * 13.jul. / 24. Juli 1770greg. in Moskau; † 8.jul. / 20. Mai 1837greg. in Kronstadt) war ein russischer Militär und Politiker.
Balaschow war zunächst Petersburger Oberpolizeimeister, dann Militärgouverneur von Sankt Petersburg (1809–1810). Von 1810 bis 1816 war er Polizeiminister und schließlich von 1820 bis 1825 Generalgouverneur der Gouvernements Rjasan, Tula, Orjol, Woronesch und Tambow.